# جامعة لينغ تونغ
جامعة لينغ تونغ (بالصينية: 嶺東科技大學) هي جامعة خاصة للعلوم والتكنولوجيا في حي نانتون، تاي شونج، تايوان.

## الكليات
- كلية الأعمال والإدارة
- كلية التصميم
- كلية الموضة
- كلية علوم المعلومات

## الحرم الجامعي
تتكون الجامعة من حرم باوين وحرم تشونان الجامعي.

## وصلات خارجية
- جامعة لينغ تونغ للعلوم والتكنولوجيا